# Kardijalna kirurgija
Kardijalna kirurgija je podgrana kirurgije koja se bavi bolestima srca i velikih krvnih žila. Kardijalna kirurgija najčešće tretira komplikacije ishemične srčane bolesti (npr. postavljane premosnice), korigira urođene srčane greške, ili bolesti srčanih zalistaka različite etiologije. Uključuje također i transplantaciju srca.